# Биббьяно
Биббьяно (итал. Bibbiano) —  коммуна в Италии, в провинции Реджо-нель-Эмилия области Эмилия-Романья. 
Население составляет 8422 человека (на 2004 г.), плотность населения составляет 276 чел./км². Занимает площадь 28 км². Почтовый индекс — 42021. Телефонный код — 0522.
В коммуне 15 августа особо празднуется Успение Пресвятой Богородицы.
Начальство, включая мэра города, и несколько операторов социальных служб находятся под следствием из-за злоупотребления служебным положением. Суд несовершеннолетних города Болоньи нашел большой прирост детей, которые были отлучены социальными службами от родителей в районе Биббьяно. Такие дети были потом направлены в другие семьи, часто составленные из людей нетрадиционной ориентации.